# ミールザー・ダーラー・バフト
ミールザー・ダーラー・バフト（Mirza Dara Bakht, 1790年 - 1849年2月8日）は、北インド、ムガル帝国の皇帝バハードゥル・シャー2世の長男。ミールザー・ミーラーン・シャー（Mirza Miran Shah）とも呼ばれる。

## 生涯
1790年、ムガル帝国の皇帝バハードゥル・シャー2世とその妃ザキーアトゥンニサー・ベーグムとの間に生まれた。
1849年2月8日、デリーで死亡した。同時に皇太子の位は弟のミールザー・ファトフル・ムルク皇子へと移った。